# Man-szigeti macska
A manx macska, más néven Man-szigeti macska a házi macska egyik fajtája, amelynek gerince természetes mutáció következtében megrövidült, emiatt a farka csonka, egyes példányoknál akár hiányozhat is.

## Eredet
A Brit-szigetekhez tartozó Man-szigetről származik, ahol a 18. század táján jelent meg. A sziget lakói stubbinnak hívják. Eredetére vonatkozóan számos legenda ismert, az egyik szerint az Özönvíz kezdetén, mikor Noé bezárta a bárka ajtaját, véletlenül levágta a macska farkát, a másik szerint az 1600-as évek elején a Spanyol armada hajótöröttjeként került a szigetre a fajta őse, a harmadik szerint pedig az ír hódítók vágták le a szigeten élő macskák farkát, hogy azt trófeaként a sisakjukra tűzhessék. Voltak akik azt feltételezték, hogy a fajta a nyúl és a macska kereszteződésével jött létre.
A farok elvesztése valójában az alapító hatás következménye volt, amely a sziget teljes macskapopulációját érintette, a farkatlanságot okozó gén ugyanis dominánsan öröklődik. A gén duplázódása a gerincproblémák kialakulása mellett halálos következménnyel is járhat, spontán abortuszt idézve elő, így a pároztatás biztonságosabb, ha az egyik szülő nem rendelkezik a farkatlanságot eredményező génnel. (Ehhez hasonló genetikai probléma figyelhető meg a skót lógófülű fajtánál is.)

## Megjelenés

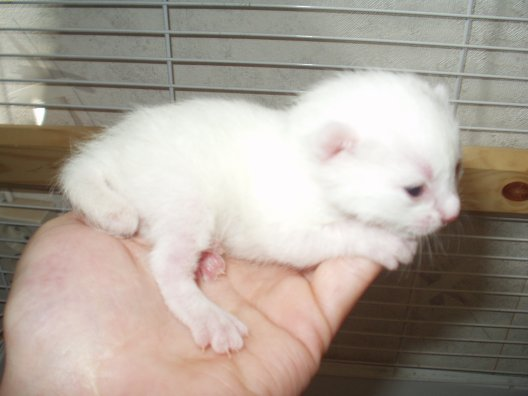
Egy hetes kölyök

A manx teste erős, zömök, feje nagy és kerek, mellső lábai rövidebbek a hátsóknál, emiatt fara magasabban van a vállainál, ami mozgását esetlenné, kissé nyúlszerűvé teszi. Nehezen mászik és problémát okoz számára a magasból történő leugrás is. Átlagos testtömege 5,5 kilogramm.
Példányait a farkuk hossza alapján négyféle kategóriába sorolják be; a teljesen hiányzó farkú (dimple rumpy vagy rumpy), a csonka (rumpy riser vagy riser), a félhosszú (stumpy), valamint a teljes hosszúságú (tailed vagy longy) farokkal rendelkező egyedek akár egyazon alomban is világra jöhetnek. Kiállítási célra a hiányzó farkú macskák ideálisak. Régebben a félhosszú vagy teljes hosszúságú farokkal rendelkező egyedek farkát megkurtították, megelőzendő a köszvény kialakulását, amely komoly fájdalmat okozhat az állat számára.

### Szőrzet
A szőrzet hosszúsága szerint két változat különböztethető meg. A rövid szőrű manx sűrű aljszőrzettel és hosszú, durva fedőszőrzettel rendelkezik. A hosszú szőrű manx macskát (melyet gyakran cymric néven tartanak nyilván), selymes félhosszú dupla bunda jellemzi, amely a nyaknál, a deréknál és a hátsó lábaknál hosszabb, a lábujjak között pedig rojtos.
A The Cat Fanciers' Association (CFA) szerint a cymric a manx változataként a rövid szőrű kategóriában bírálandó el, a The International Cat Association (TICA) azonban a hosszú szőrűek közé sorolja be.

## Egészség

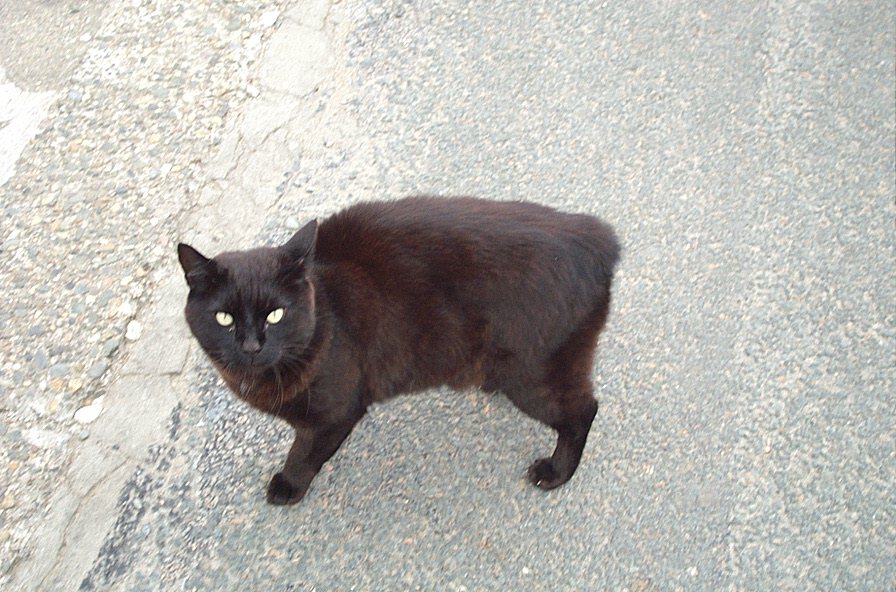
Manx nőstény, teljesen hiányzó farokkal

Napjainkra a pedigrés tenyészállatok egészségi állapota javult a körültekintő tenyésztői munkának köszönhetően, így a többi fajtához hasonló életkort érnek meg. Genetikai problémáikra való tekintettel általában lakásban tartják őket, a tenyésztésbe bevonni nem kívánt példányokat pedig esetenként kasztrálják vagy ivartalanítják.
Magyarországon az állatok védelméről és kíméletéről szóló 1998. évi XXVIII. törvény 3. § 4. pontja értelmében az öröklődő betegségben szenvedő – nem kísérleti célra szánt –, állategyed tenyésztése, szaporítása állatkínzásnak minősül. Németországban a tenyésztésük mellett a kiállításuk is törvénybe ütközik.

### Manx szindróma
A manx szindróma egy köznyelvi kifejezés arra az állapotra vonatkozóan, amely akkor következik be, amikor a farok elvesztését okozó mutáns gén hatására a gerinc túlságosan megrövidül. Súlyosan károsítja a gerincoszlopot és az idegrendszert, amely amellett hogy nyitott hátgerinc (spina bifida) és bélrendszeri problémák kialakulásához vezet, de károsítja a húgyhólyagot is. Egy korábbi tanulmány szerint ez a betegség a manx macskák 20%-át érintette, azonban szinte valamennyi vizsgált példány a teljesen hiányzó farkú egyedek közül került ki. Napjainkban a szakszerű tenyésztői munka révén a betegség kevésbé gyakran fordul elő. A legjobb pedigrés állatokat négy hónapos korukig megfigyelés alatt tartják, amely elegendő arra hogy megfelelően szocializálódjanak, és hogy az esetleges egészségi problémáikra fény derüljön.

### Fajtakeveredés
Egyre gyakrabban fordul elő, hogy manx macskák közönséges házi macskákkal párosodnak - ennek oka többnyire a felelőtlen szaporítás, vagy a gazda nemtörődömsége: kijárósan tartott ivaros macskák tartása. Néha tenyésztők is tesznek ilyet, vagy gondatlanságból, vagy a beltenyészet elleni szándékos génjavító célzattal. Kétirányú folyamatról van szó: egyrészt a házi manx cicák génjei jelennek meg a keverék, vad, „házi” utódokban, illetve a tiszta manx is egyre ritkábbá válik. Ugyanez a jelenség más fajtáknál is megfigyelhető, Angliában például a vadmacska faja van eltűnőben a házi macskák genetikai offenzívája következtében [forrás?]. Hosszabb távon várható, hogy a manx fajta két részre oszlik: a felelősen tartott, szabályosan tenyésztett, ám a beltenyészet miatt különböző genetikai betegségekkel mind jobban terhelt „igazi” manx-ra és a manx fajtajegyeket a legváltozatosabb macskajegyekkel ötvöző, egészséges genetikájú „manx jellegű”, vagy fél-manx cicákra.

## Személyiség

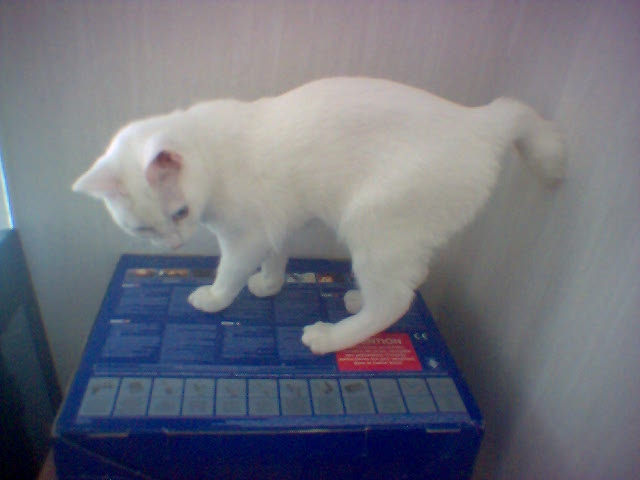
Félhosszú farkú, fehér szőrű nőstény

Meglehetősen intelligensnek és rendkívül játékosnak tartják. Viselkedése kissé kutyaszerű, előfordul, hogy visszahozza az eldobott tárgyakat. Jól tűri, ha pórázon vezetik. Kedveli az emberek társaságát, sok figyelmet igényel, a hosszú ideig tartó magányt nehezen viseli, emiatt ideális társállat nagyobb családok számára is. Egyes tenyésztők szerint kedveli a vizet, ami ideális a tisztán tartása érdekében. Szívesen játszik vízben, alkalomadtán beül a csöpögő vízcsap alá is. Habár nem idomítható a kutyákhoz hasonlóan, egyszerű parancsokat mégis megérthet. Élvezi, ha túljárhat az emberek eszén. Időnként makaccsá válhat. Viselkedése hasonlít a bengáli és az ocicat fajtákéhoz. A manx macskák szívesen üldözik a mozgó tárgyakat, egymást vagy a közelükben levő többi élőlényt (akár az embereket is). Lágy hangon dorombolnak, nyávogásuk elnyújtott morgásra vagy gyors csiripelésre emlékeztet. Egyaránt vannak köztük csendes és gyakran, változatos módon kommunikáló példányok.

## Érdekességek
- A farok részbeni vagy teljes hiánya nem okoz egyensúlyi problémákat.
- A fajtát Man-sziget jelképeként tisztelik. 1988-ban emlékpénzek és bélyegek jelentek meg, melyeket manx macskát ábrázoló képek díszítenek.[7]
- Habár a manx macskák egyéves korukban már felnőttnek számítanak, csak mintegy  ötéves  korukra válnak kifejletté.
- A fajta példányai jó képességű vadászok, előfordul (főként a fiatalabbak körében) hogy a saját méretüknél nagyobb zsákmányt ejtenek el, de nem ritka az sem, hogy mókus vagy oposszum válik az áldozatukká. A farmerek gyakran használják őket rágcsálóirtásra.
- A jelbeszélő képességével híressé vált Koko nevű gorilla három manx macskát tart háziállatként, melyek neve All Ball, Lipstick és Smokey.
- Mivel rövid mellső lábaik miatt a nyulakra emlékeztetnek, az angol nyelvben néha – a cat (macska) és a rabbit (nyúl) szavak összevonásával alkotott szóval –, cabbitnek nevezik őket.